# Male Žablje
Male Žablje (Duits: Klein Schablach) is een plaats in Slovenië en maakt deel uit van de gemeente Ajdovščina in de NUTS-3-regio Goriška. De plaats telde 337 inwoners op 1 januari 2020.

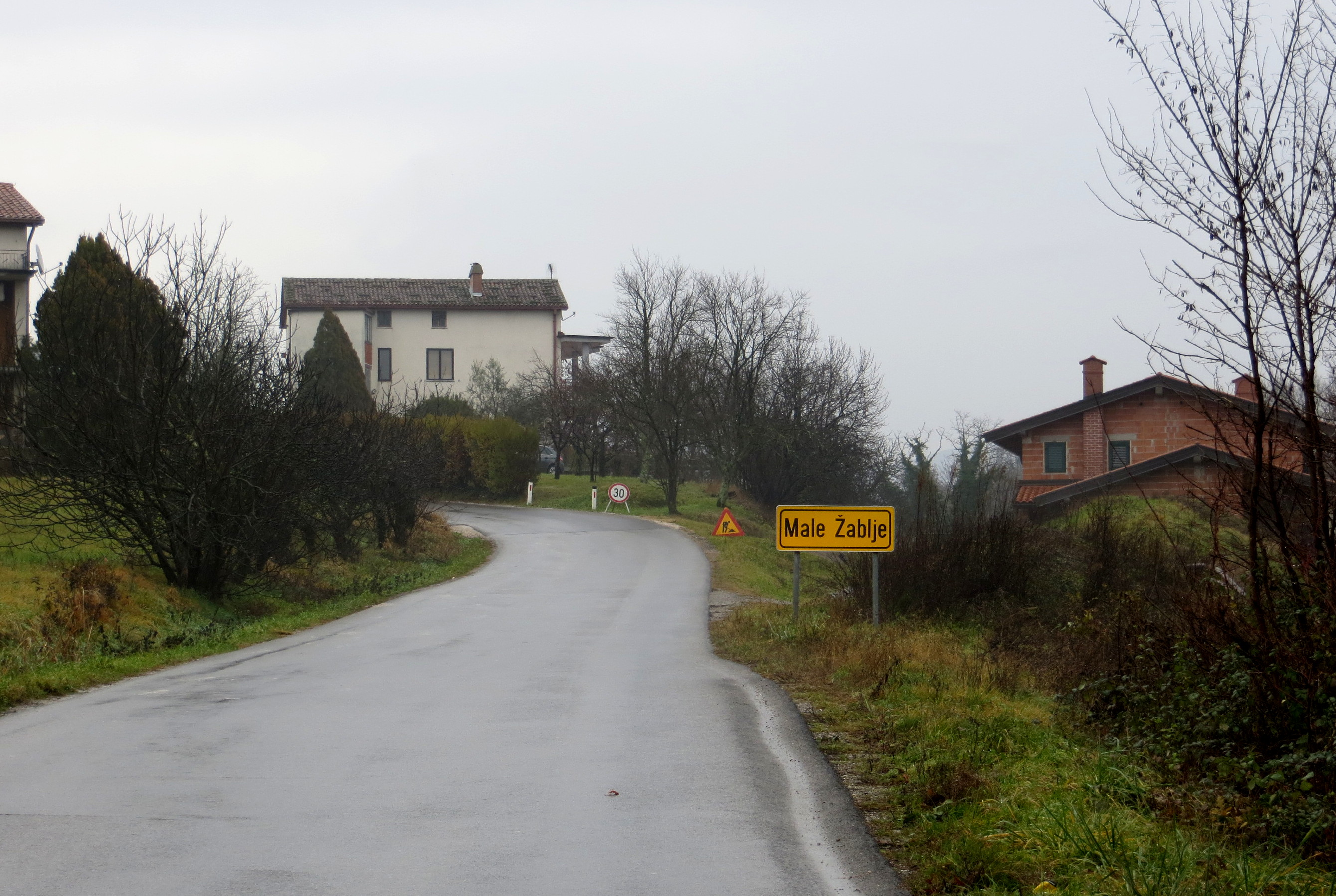
Dorpsaanzicht